# آندره‌آ منگین
آندره‌آ منگین (ایتالیایی: Andrea Meneghin؛ زادهٔ ۲۰ فوریهٔ ۱۹۷۴) بازیکن سابق و مربی بسکتبال اهل ایتالیا است.
از باشگاه‌هایی که در آن بازی کرده‌است می‌توان به باشگاه بسکتبال پالاسانسترو وارزه اشاره کرد.
وی در مسابقات کشوری و بین‌المللی در مجموع برندهٔ ۱ مدال طلا، ۱ مدال نقره شده‌است.